# خانم کوچک در خانه بزرگ
خانم کوچک در خانه بزرگ (انگلیسی: The Little Lady of the Big House) نام رمانی است که توسط جک لندن، نویسندهٔ اهل ایالات متحده آمریکا در سال ۱۹۱۵ نوشته شده‌است. این کتاب یکی از آثار مشهور ادبی جهان است.